# Baie de Wallabout

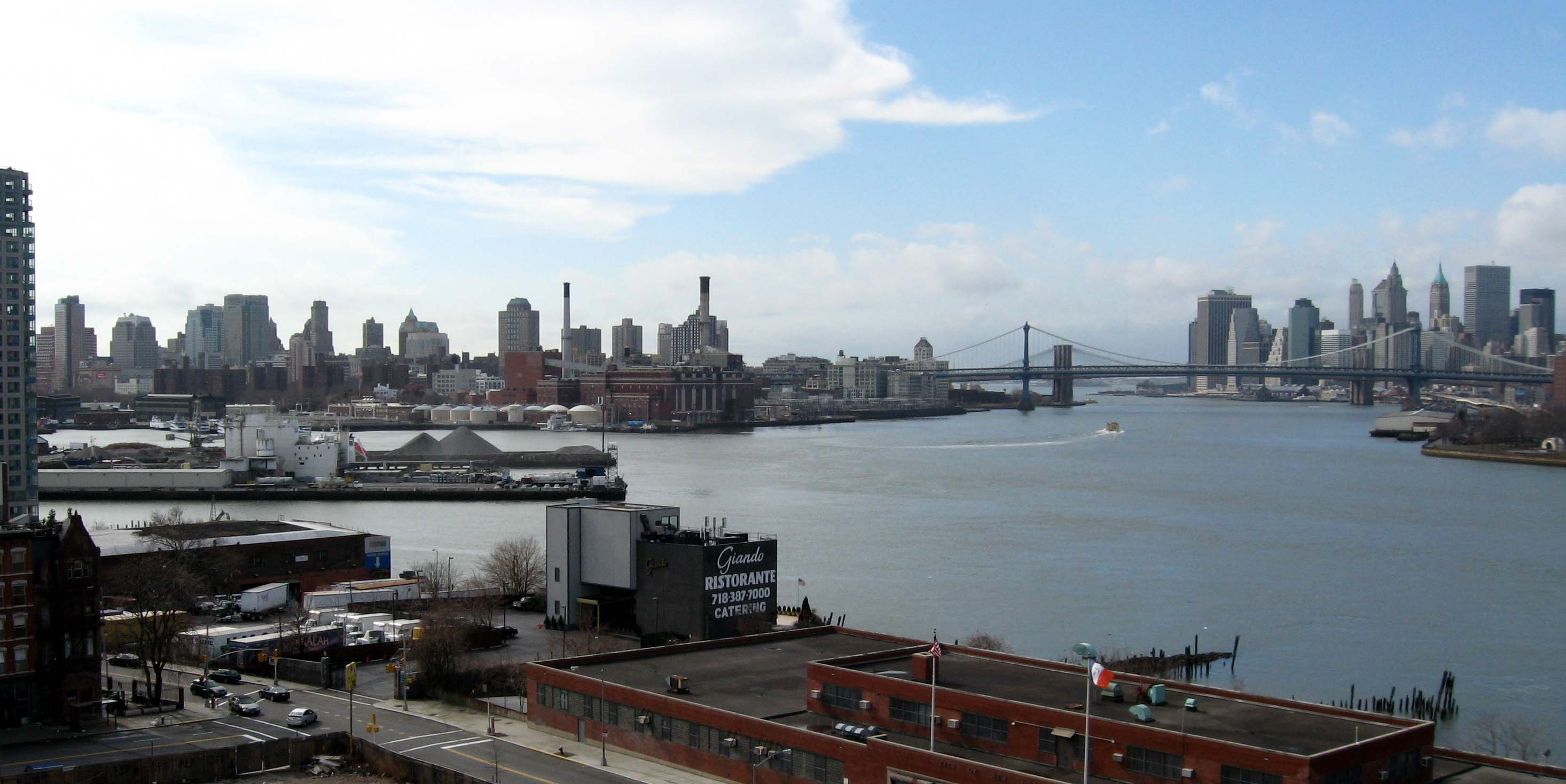
La baie visible à gauche en direction du sud, depuis Brooklyn.

La baie de Wallabout, située au nord de Brooklyn, tire son nom d'une déformation du néerlandais Waal bocht qui veut dire baie wallonne, nom choisi à cause de l'implantation de plusieurs familles wallonnes, c'est-à-dire d'expression romane de Belgique.